# گونشلی (شابران)
گونشلی (به لاتین: Günəşli) یک منطقه مسکونی در جمهوری آذربایجان است که در شهرستان شابران واقع شده است. گونشلی ۶۹۳ نفر جمعیت دارد.